# محاصره ایتامی (۱۵۷۹)
محاصره ایتامی (به ژاپنی: 伊丹城の戦い) یا محاصره قلعه آریئوکا (به ژاپنی: 伊丹城の戦い) یکی از نبردهایی است که در دوره سنگوکو بین نیروهای تویوتومی هیده‌یوشی و آراکی موراشیگه رخ داد.

## محاصره ایتامی (۱۵۷۹)
در سال ۱۵۷۱ آراکی موراشیگه ملازم خاندان میوشی توانست توجه و تحسین اودا نوبوناگا را نسبت به خود جلب کند و نوبوناگا به وی اجازه داد که به‌جای خدمت به خاندان میوشی به وی خدمت کند. در سال ۱۵۷۴ قلعه ایتامی سقوط کرد و موراشیگه ارباب این قلعه شد و تمامی ولایت ستسو را به زیر فرمان گرفت. آراکی موراشیگه به عنوان عضوی از ارتش نوبوناگا در محاصره ده ساله نبردهای ایشی‌یاما هونگان و بسیاری از نبردهای دیگر شرکت داشت اما در سال ۱۵۷۸ در ماه دهم وی در حالی که در محاصره میکی به سپاه هاشیبا هیده‌یوشی پیوسته بود ناگهان به قلعه ایتامی بازگشت و علیه نوبوناگا سر به شورش زد. دلایل این شورش به درستی ثابت نشده است. هاشیبا هیده‌یوشی برای انجام گفتگو و تغییر عقیده وی کورودا یوشیتاکا (نام دیگر کورودا کانبی) را به قلعه ایتامی نزد موراشیگه فرستاد اما وی کانبی را در سیاه‌چال قلعه زندانی کرد.
پس از پیروزی در دومین نبرد از نبردهای کیزوگاواگوچی نوبوناگا به ملازم قدیم خود آراکی موراشیگه حمله کرد. پس از آن قلعه ایتامی محاصره شد و موراشیکه یک سال با شدت با نیروهای نوبوناگا جنگید اما بتدریج ذخایر سلاحش به اتمام رسید و خاندان موری نیز نتوانست مایحتاج وی را برساند. وی در روز دوم از ماه نهم ۱۵۷۹ به تنهایی از قلعه بیرون آمد و به استان هیوگو رفت. پس از آن نوبوناگا بسیاری از خانواده وی را گردن زد اما خود وی پس از مرگ نوبوناگا در حادثه معبد هوننو، هنگامی‌که تویوتومی هیده یوشی قدرت را در دست گرفت به عنوان استاد مراسم چای ژاپنی تا هنگام مرگ مشغول به کار شد.